# North Petherton
North Petherton é uma pequena cidade e freguesia em Somerset, Inglaterra. A cidade tem uma população de 6.730 pessoas.
Datando pelo menos do século X e um assentamento importante na época dos saxões

## História
Muito antes da Conquista Normanda, durante os tempos saxões North Petherton estava no centro de uma grande propriedade real, localizada em uma das rotas históricas de comunicação através de Somerset, e foi tanto um importante centro quanto o ponto de encontro para os Cem de Petherton do Norte embora o limite de Petherton do Norte Petherton estivesse nos Cem de Andersfield a partir da década de 1670.

Na época da invasão normanda, os Cem cobriam uma grande área correspondente, hoje, aproximadamente a um corredor norte-sul ao longo da rodovia M5 da Junção 25 perto de Taunton, ao norte da Junção 23 em Stretcholt, e leste-oeste de Athelney a Goathurst. A Paróquia de North Petherton continua sendo uma das maiores de Somerset até hoje.